# Équipe des Émirats arabes unis féminine de football
Cet article traite de l'équipe féminine. Pour l'équipe masculine, voir Équipe des Émirats arabes unis de football.
Maillots
L'équipe des Émirats arabes unis féminine de football est l'équipe nationale qui représente les Émirats arabes unis dans les compétitions internationales de football féminin. Elle est gérée par la Fédération des Émirats arabes unis de football.
Les Émirats arabes unis jouent leur premier match officiel le 20 février 2010 contre la Palestine, pour une victoire sur le score de 4 à 2, pour le compte du premier tour du Championnat d'Asie de l'Ouest féminin de football. Au niveau régional, elles remportent le Championnat d'Asie de l'Ouest féminin de football à deux reprises (2010 et 2011).

## Classement FIFA
| Année              | 2010 | 2011 | 2012 | 2013 | 2014 | 2015 | 2016 | 2017 | 2018 | 2019 | 2020 | 2021 | 2022 | 2023 | 2024 |
| ------------------ | ---- | ---- | ---- | ---- | ---- | ---- | ---- | ---- | ---- | ---- | ---- | ---- | ---- | ---- | ---- |
| Classement mondial | 128  | 136  | 131  | 118  | 133  | 73   | 78   | 76   | 92   | 96   | 91   | 106  | 114  | 114  | 116  |